# Ambès
Ambès [ɑ̃bɛs] est une commune du Sud-Ouest de la France, située dans le département de la Gironde, en région Nouvelle-Aquitaine.

## Géographie

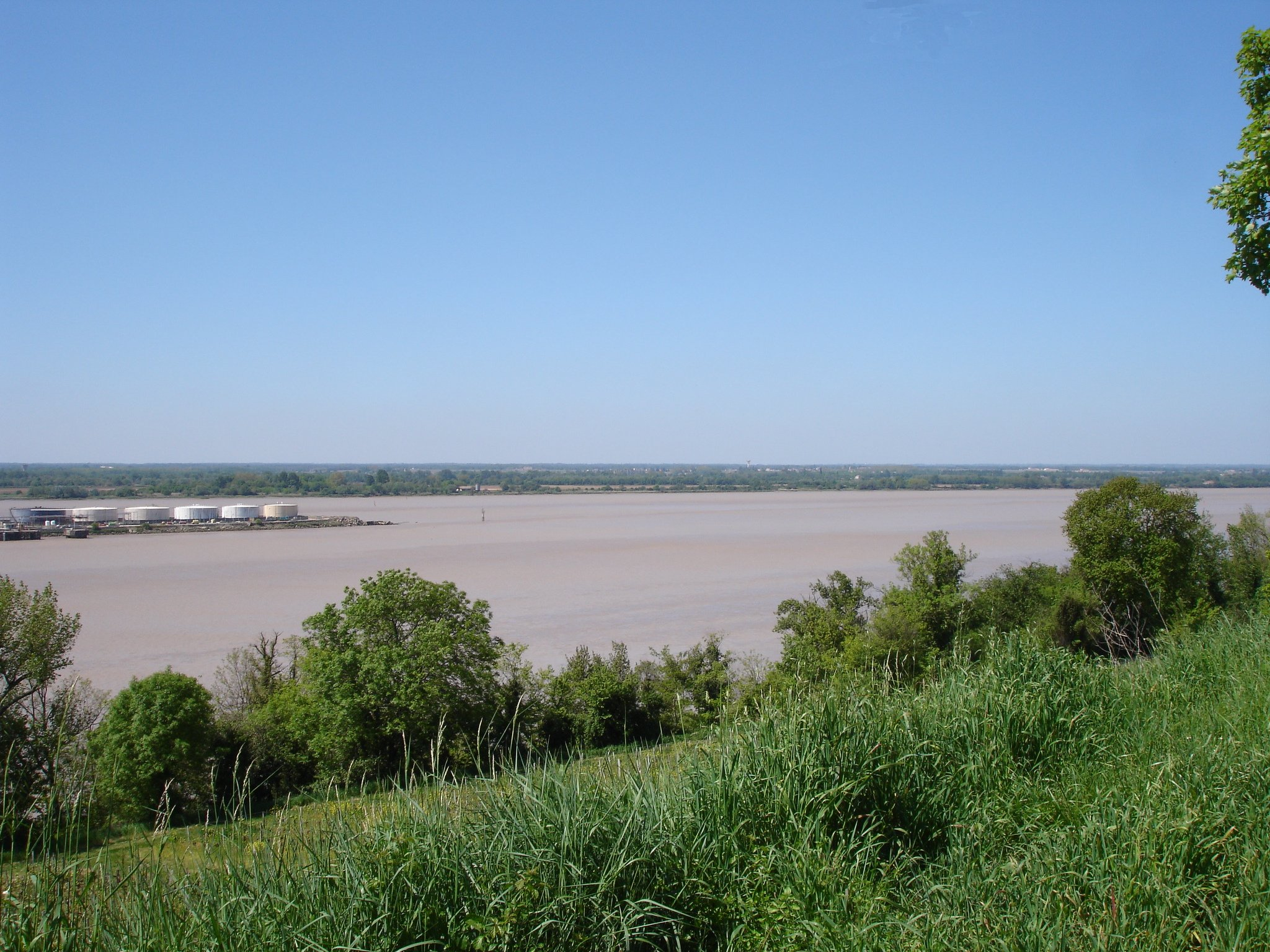
Le bec d'Ambès vu depuis Bourg.

La commune d'Ambès, traversée par le 45e parallèle nord, est de ce fait située à égale distance du pôle Nord et de l'équateur terrestre (environ 5 000 km).

### Localisation
Commune de l'extrême nord de l'Entre-deux-Mers, sa presqu'île est formée par la confluence entre la Dordogne et la Garonne. Celle-ci se prolonge en une langue d'alluvions qui aujourd’hui encore continue à accumuler des dépôts, le « bec d'Ambès » ; la pointe de ce dernier fait partie cependant de la commune de Bayon-sur-Gironde, Ambès ne côtoyant pas, ainsi, l'estuaire de la Gironde. La commune est également située dans le nord de l'aire d'attraction de Bordeaux.

### Communes limitrophes
Les communes limitrophes sont Prignac-et-Marcamps, Ambarès-et-Lagrave, Bayon-sur-Gironde, Bourg, Ludon-Médoc, Macau, Saint-Louis-de-Montferrand, Saint-Seurin-de-Bourg et Saint-Vincent-de-Paul.
| Bayon-sur-Gironde | Saint-Seurin-de-Bourg Bourg La Dordogne | Prignac-et-Marcamps   |
| Macau La Garonne  | Ambès                                   | Saint-Vincent-de-Paul |
| Ludon-Médoc       | Saint-Louis-de-Montferrand              | Ambarès-et-Lagrave    |

### Hydrographie
- La Garonne sépare Ambès (rive droite) de Ludon-Médoc et Macau (rive gauche).
- La Dordogne sépare Ambès (rive gauche) de Saint-Seurin, Bourg et Prignac-et-Marcamps (rive droite).
- L'extrémité du bec d'Ambès est située en fait dans la commune de Bayon-sur-Gironde.

### Climat
Pour des articles plus généraux, voir Climat de la Nouvelle-Aquitaine et Climat de la Gironde.
Historiquement, la commune est exposée à un climat océanique aquitain.  
En 2020, Météo-France publie une typologie des climats de la France métropolitaine dans laquelle la commune est exposée à un climat océanique et est dans la région climatique Aquitaine, Gascogne, caractérisée par une pluviométrie abondante au printemps, modérée en automne, un faible ensoleillement au printemps, un été chaud (19,5 °C), des vents faibles, des brouillards fréquents en automne et en hiver et des orages fréquents en été (15 à 20 jours).
Pour la période 1971-2000, la température annuelle moyenne est de 13 °C, avec une amplitude thermique annuelle de 14,2 °C. Le cumul annuel moyen de précipitations est de 902 mm, avec 12,2 jours de précipitations en janvier et 6,6 jours en juillet. Pour la période 1991-2020, la température moyenne annuelle observée sur la station météorologique la plus proche, située sur la commune de Saint-Gervais à 5,31 km à vol d'oiseau, est de 13,9 °C et le cumul annuel moyen de précipitations est de 824,9 mm,. Pour l'avenir, les paramètres climatiques de la commune estimés pour 2050 selon différents scénarios d’émission de gaz à effet de serre sont consultables sur un site dédié publié par Météo-France en novembre 2022.

### Milieux naturels et biodiversité

#### Natura 2000
La Dordogne est un site du réseau Natura 2000 limité aux départements de la Dordogne et de la Gironde, et qui concerne les 104 communes riveraines de la Dordogne, dont Ambès,. Seize espèces animales et une espèce végétale inscrites à l'annexe II de la directive 92/43/CEE de l'Union européenne y ont été répertoriées.

#### ZNIEFF
Hormis pour la partie riveraine de la Dordogne en aval du lieu-dit Troubadis, Ambès fait partie des 102 communes concernées par une zone naturelle d'intérêt écologique, faunistique et floristique (ZNIEFF) de type II, La Dordogne,, dans laquelle ont été répertoriées huit espèces animales déterminantes et cinquante-sept espèces végétales déterminantes, ainsi que quarante-trois autres espèces animales et trente-neuf autres espèces végétales.

## Urbanisme

### Typologie
Au 1er janvier 2024, Ambès est catégorisée bourg rural, selon la nouvelle grille communale de densité à sept niveaux définie par l'Insee en 2022.
Elle appartient à l'unité urbaine d'Ambès, une unité urbaine monocommunale constituant une ville isolée,. Par ailleurs la commune fait partie de l'aire d'attraction de Bordeaux, dont elle est une commune de la couronne,. Cette aire, qui regroupe 275 communes, est catégorisée dans les aires de 700 000 habitants ou plus (hors Paris),.

### Occupation des sols

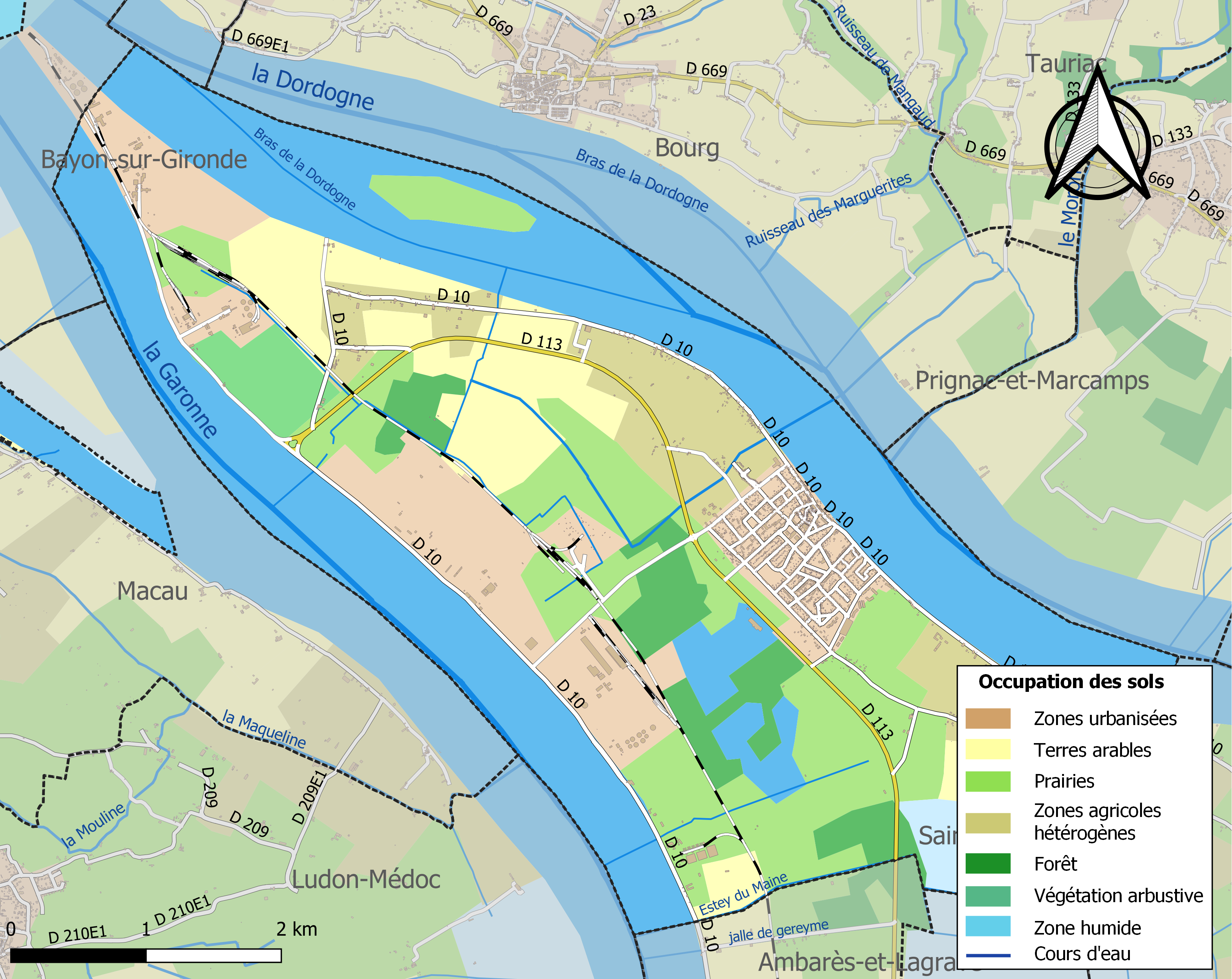
Carte des infrastructures et de l'occupation des sols de la commune en 2018 (CLC).

L'occupation des sols de la commune, telle qu'elle ressort de la base de données européenne d’occupation biophysique des sols Corine Land Cover (CLC), est marquée par l'importance des territoires agricoles (41,1 % en 2018), en diminution par rapport à 1990 (44,2 %). La répartition détaillée en 2018 est la suivante : 
eaux continentales (34,6 %), prairies (18,7 %), terres arables (13,5 %), zones industrielles ou commerciales et réseaux de communication (11,7 %), zones agricoles hétérogènes (8,1 %), forêts (5,3 %), zones urbanisées (4,2 %), milieux à végétation arbustive et/ou herbacée (2 %), zones humides intérieures (1,1 %), cultures permanentes (0,8 %). L'évolution de l’occupation des sols de la commune et de ses infrastructures peut être observée sur les différentes représentations cartographiques du territoire : la carte de Cassini (XVIIIe siècle), la carte d'état-major (1820-1866) et les cartes ou photos aériennes de l'IGN pour la période actuelle (1950 à aujourd'hui).

### Transports en commun

#### Réseau TBM actuel
Ambès est desservie par les lignes TBM suivantes:
- 50 91 92 93

#### Réseau TBM à compter du 4 septembre 2023
Le réseau TBM évoluant au 4 septembre 2023, Ambès sera desservie par les lignes TBM suivantes:
- 31 - 53 - 61

#### Réseau TransGironde
Le réseau TransGironde ne dessert pas la commune.

### Risques majeurs
Le territoire de la commune d'Ambès est vulnérable à différents aléas naturels : météorologiques (tempête, orage, neige, grand froid, canicule ou sécheresse), inondations et séisme (sismicité faible). Il est également exposé à un risque technologique, et  le risque industriel. Un site publié par le BRGM permet d'évaluer simplement et rapidement les risques d'un bien localisé soit par son adresse soit par le numéro de sa parcelle.

#### Risques naturels
La commune fait partie du territoire à risques importants d'inondation (TRI) de Bordeaux, regroupant les 28 communes concernées par un risque de submersion marine ou de débordement de la Garonne, un des 18 TRI qui ont été arrêtés fin 2012 sur le bassin Adour-Garonne. Les crues significatives qui se sont produites au XXe siècle, avec plus de 6,70 m mesurés au marégraphe de Bordeaux sont celles du 27 décembre 1999 (7,05 m, débit de la Garonne de 700 m3/s), du 13 décembre 1981 (6,85 m, 1500 à 2 000 m3/s), du 19 mars 1988 (6,84 m, 4 000 m3/s), du 7 février 1996 (6,77 m, 1 000 m3/s) et du 28 avril 1998 (6,73 m, 2 700 m3/s). Au XXIe siècle, ce sont celles liées à la tempête Xynthia du 28 février 2010 (6,92 m, 816 m3/s) et du 31 janvier 2014 (6,9 m, 2500 à 3 000 m3/s). Des cartes des surfaces inondables ont été établies pour trois scénarios : fréquent (crue de temps de retour de 10 ans à 30 ans), moyen (temps de retour de 100 ans à 300 ans) et extrême (temps de retour de l'ordre de 1 000 ans, qui met en défaut tout système de protection). La commune a été reconnue en état de catastrophe naturelle au titre des dommages causés par les inondations et coulées de boue survenues en 1982, 1999, 2009 et 2010,.

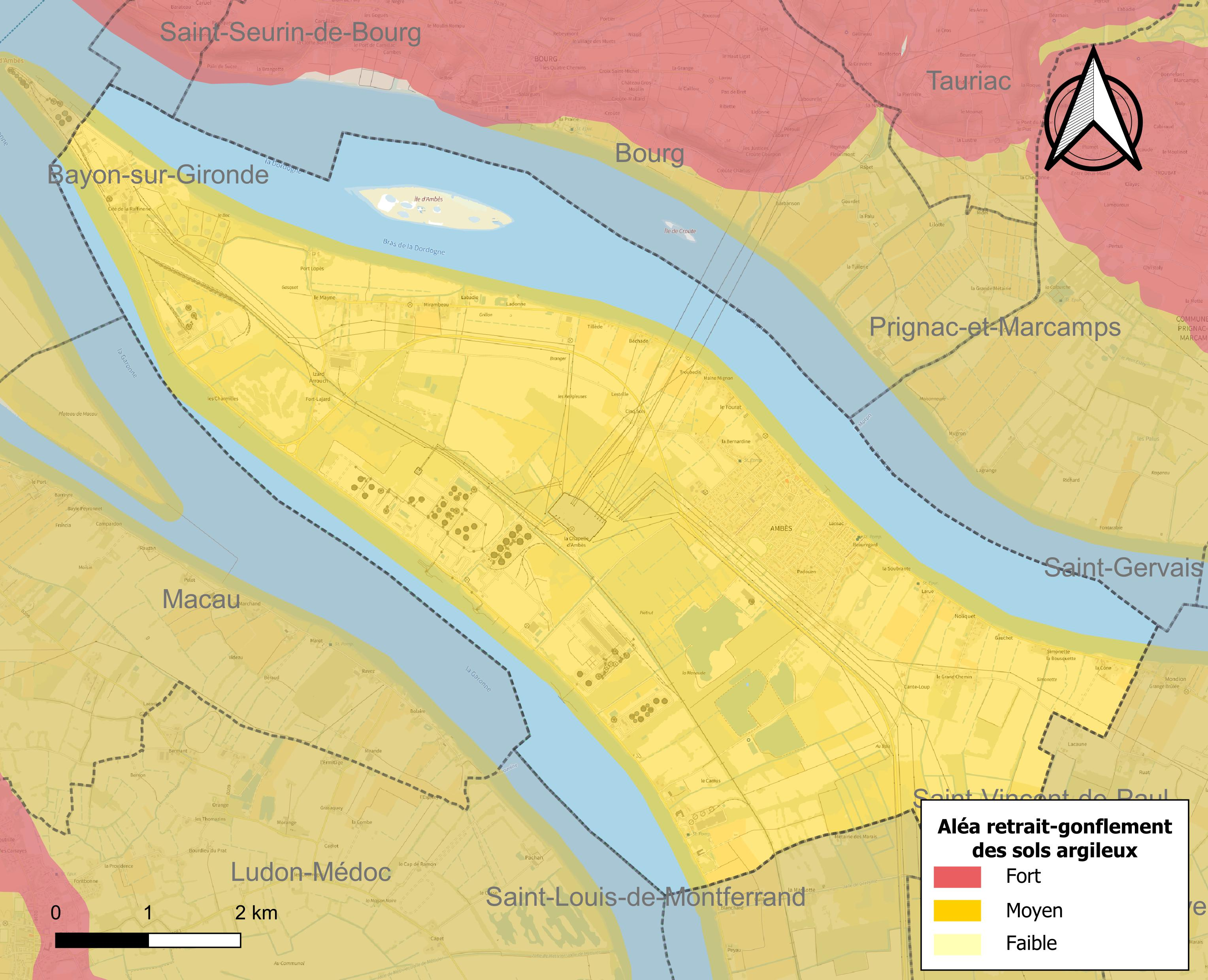
Carte des zones d'aléa retrait-gonflement des sols argileux d'Ambès.

Le retrait-gonflement des sols argileux est susceptible d'engendrer des dommages importants aux bâtiments en cas d’alternance de périodes de sécheresse et de pluie. 76,1 % de la superficie communale est en aléa moyen ou fort (67,4 % au niveau départemental et 48,5 % au niveau national). Sur les 1 103 bâtiments dénombrés sur la commune en 2019, 1 103 sont en aléa moyen ou fort, soit 100 %, à comparer aux 84 % au niveau départemental et 54 % au niveau national. Une cartographie de l'exposition du territoire national au retrait gonflement des sols argileux est disponible sur le site du BRGM,.
Par ailleurs, afin de mieux appréhender le risque d’affaissement de terrain, l'inventaire national des cavités souterraines permet de localiser celles situées sur la commune.
Concernant les mouvements de terrains, la commune a été reconnue en état de catastrophe naturelle au titre des dommages causés par la sécheresse en 2003 et 2011 et par des mouvements de terrain en 1999.

#### Risques technologiques
La commune est exposée au risque industriel du fait de la présence sur son territoire d'une entreprise soumise à la directive européenne SEVESO.

## Toponymie
Autrefois orthographié Ambez le nom de la commune pourrait dater de l’occupation romaine, ambo signifiant « deux » (comme dans ambidextre), et ez « estuaire », l'ensemble faisant référence à la Gironde et aux deux cours d'eau de la Garonne et de la Dordogne.
En gascon, le nom de la commune est Ambés (accent aigu).

## Histoire
La notoriété de la commune est essentiellement due aujourd'hui aux raffineries de pétrole installées sur son territoire. Par le passé, le nom d'Ambès fut connu lorsque le département de la Gironde fut débaptisé, entre 1793 et 1795, en Bec-d'Ambès par les conventionnels montagnards pour faire « oublier » les Girondins. Avant 1793, le territoire d'Ambès est composé des paroisses de Notre-Dame d'Ambès et de Saint-Jacques-du-Bec. La paroisse de Notre-Dame d'Ambès et celle de Saint-Jacques sont réunies en 1793. Le port pétrolier annexe de celui de Bordeaux fut créé vers 1930.

## Politique et administration
La commune d'Ambès fait partie de l'arrondissement de Bordeaux et de la quatrième circonscription de la Gironde. Rattachée au canton de Carbon-Blanc de 1808 à 1982, elle passe à cette date dans le canton de Lormont. À la suite du découpage territorial de 2014 entré en vigueur à l'occasion des élections départementales de 2015, la commune est transférée du canton de Lormont modifié au nouveau canton de la Presqu'île,. Ambès fait également partie de la métropole de Bordeaux.

### Liste des maires
| Période                                  | Période                    | Identité              | Étiquette | Qualité                                                |
| ---------------------------------------- | -------------------------- | --------------------- | --------- | ------------------------------------------------------ |
| Les données manquantes sont à compléter. |                            |                       |           |                                                        |
| janvier 1927                             | septembre 1943             | Gustave Couaillac     |           | Médecin                                                |
| octobre 1943                             | mai 1953                   | Ernest Bonnet         |           |                                                        |
| mai 1953                                 | mars 1971                  | Max Decout            | CNI       | Propriétaire et commerçant                             |
| mars 1971                                | mars 1983                  | Jean Raymond Frappier |           |                                                        |
| mars 1983                                | mars 2014                  | Maurice Pierre        | PS        | Retraité Président du SPIPA (2004 → ?)                 |
| mars 2014                                | janvier 2023               | Kévin Subrenat        | DVD       | Fonctionnaire                                          |
| avril 2023                               | En cours (au 7 avril 2023) | Gilbert Dodogaray     | PS        | Cadre EDF retraité, ancien 1er adjoint (jusqu'en 2014) |

À la suite de la démission de plus d'un tiers des membres du conseil municipal, une élection municipale partielle est organisée les 26 mars et 2 avril 2023. Arrivée en tête dans une triangulaire au premier tour, la liste « Ambès ensemble 2023 » conduite par le socialiste Gilbert Dodogaray emporte la majorité absolue (50,50 % des suffrages) à l'issue du second tour face aux deux listes de la majorité municipale sortante.

### Instances judiciaires et administratives
- Mairie
- Pôle Enfance Jeunesse (crèche, garderie, centre de loisirs maternel, primaire et ado, centre Georges-Brassens)
- La Poste / La Banque postale
- Centre médico-social
- Établissement d'hébergement pour personnes agées dépendantes (Maison de retraite publique)

### Politique environnementale
Dans son palmarès 2024, le Conseil national de villes et villages fleuris de France a attribué deux fleurs à la commune.

## Population et société
Les habitants sont appelés les Ambésiens.

### Démographie
L'évolution du nombre d'habitants est connue à travers les recensements de la population effectués dans la commune depuis 1793. Pour les communes de moins de 10 000 habitants, une enquête de recensement portant sur toute la population est réalisée tous les cinq ans, les populations de référence des années intermédiaires étant quant à elles estimées par interpolation ou extrapolation. Pour la commune, le premier recensement exhaustif entrant dans le cadre du nouveau dispositif a été réalisé en 2006.

En 2022, la commune comptait 3 291 habitants, en évolution de +4,71 % par rapport à 2016 (Gironde : +6,91 %, France hors Mayotte : +2,11 %).
| 1793 | 1800 | 1806 | 1821 | 1831 | 1836 | 1841 | 1846  | 1851  |
| ---- | ---- | ---- | ---- | ---- | ---- | ---- | ----- | ----- |
| 860  | 734  | 741  | 747  | 792  | 795  | 919  | 1 026 | 1 059 |

| 1856  | 1861  | 1866  | 1872  | 1876  | 1881  | 1886  | 1891  | 1896  |
| ----- | ----- | ----- | ----- | ----- | ----- | ----- | ----- | ----- |
| 1 064 | 1 107 | 1 035 | 1 095 | 1 137 | 1 335 | 1 321 | 1 410 | 1 505 |

| 1901  | 1906  | 1911  | 1921  | 1926 | 1931  | 1936  | 1946  | 1954  |
| ----- | ----- | ----- | ----- | ---- | ----- | ----- | ----- | ----- |
| 1 487 | 1 408 | 1 233 | 1 072 | 985  | 1 431 | 1 227 | 1 190 | 1 341 |

| 1962  | 1968  | 1975  | 1982  | 1990  | 1999  | 2006  | 2011  | 2016  |
| ----- | ----- | ----- | ----- | ----- | ----- | ----- | ----- | ----- |
| 2 046 | 2 243 | 2 545 | 2 715 | 2 567 | 2 824 | 2 910 | 2 868 | 3 143 |

| 2021  | 2022  | - | - | - | - | - | - | - |
| ----- | ----- | - | - | - | - | - | - | - |
| 3 207 | 3 291 | - | - | - | - | - | - | - |

### Enseignement
- École maternelle « Maria-Montessori » (du nom de la pédagogue italienne)
- École primaire « Jacques-Brel » (du nom du chanteur belge)

## Économie

### Industrie

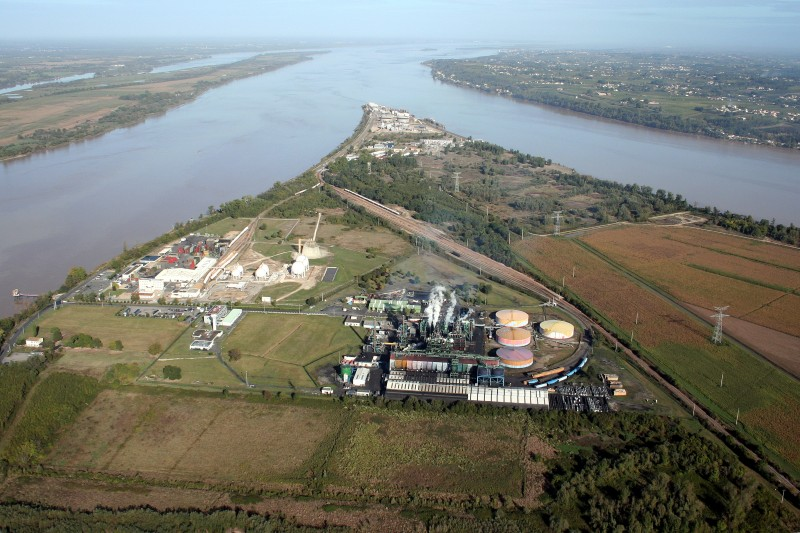
Terminal maritime d'Ambès.

À Ambès sont établies trois raffineries de pétrole reliées au dépôt de carburant de 70 000 m3 situé à la pointe de la presqu'île, une ancienne centrale thermique EDF et l'une des trois usines permettant en France la fabrication de noir de carbone. Ambès dispose au Bec d'Ambès d'une grande zone industrielle pouvant recevoir des industries lourdes. Elle est desservie par une voie rapide, la route départementale D 113, dite voie rapide Bassens-Ambès qui mène, vers le sud, à Bassens et reliée à l'autoroute A10 accès no 41, dit d'Ambès-Saint-Vincent-de-Paul-ZI Bassens-zone portuaire, à 5,5 km ; elle peut l'être également par voie maritime et ferroviaire. Cette zone fait partie du grand port maritime de Bordeaux.

### Petites et moyennes entreprises
- Decout l'Estuaire (transports scolaire et tourisme /garage)
- Broderie de Lomagne Broderies (impressions sur textile)
- Atlantika (fabrication d'abris de piscines)
- GD Industries (fabrication de cuves inox)

### Commerces
- Restaurants, cafés, supérette (alimentation générale), tabac presse, boulangeries
- Esthéticiennes, salons de coiffure, pharmacie, cabinets médicaux, avocat

## Culture locale et patrimoine

### Lieux et monuments
- Église Notre-Dame-d'Ambès. Elle est inscrite à l'Inventaire général du patrimoine culturel[42].
- Château de Sainte-Barbe, du XVIIIe siècle, témoin d'un riche passé agricole et vinicole ; il est inscrit au titre des monuments historiques depuis 1996[43].
- Château du Burck, de la fin du XVIIIe siècle, par l'architecte bordelais Jean-Baptiste Dufart.
- Site naturel et parc de loisirs « Cantefrêne » (jeux pour enfants, mini-golf, table de pique-nique).
- City stade rue Lamande créé par le conseil municipal des jeunes d'Ambès sous la direction de Lucas Silva, de son adjoint Antoine Vignaud et du reste du conseil municipal des jeunes en 2001.
- Belvédère du Grillon au bord de la Dordogne : point de vue sur Bourg et espace de pique-nique avec tables et bancs.
- Le Lumen, cinéma d'architecture moderniste des années 1950
- Une station-service des années 1950 symbolique de l'architecture routière de l’après-guerre
- Une ancienne cité ouvrière composée de maison mitoyennes de style année 1950
- De nombreuses maisons d'architecture moderniste

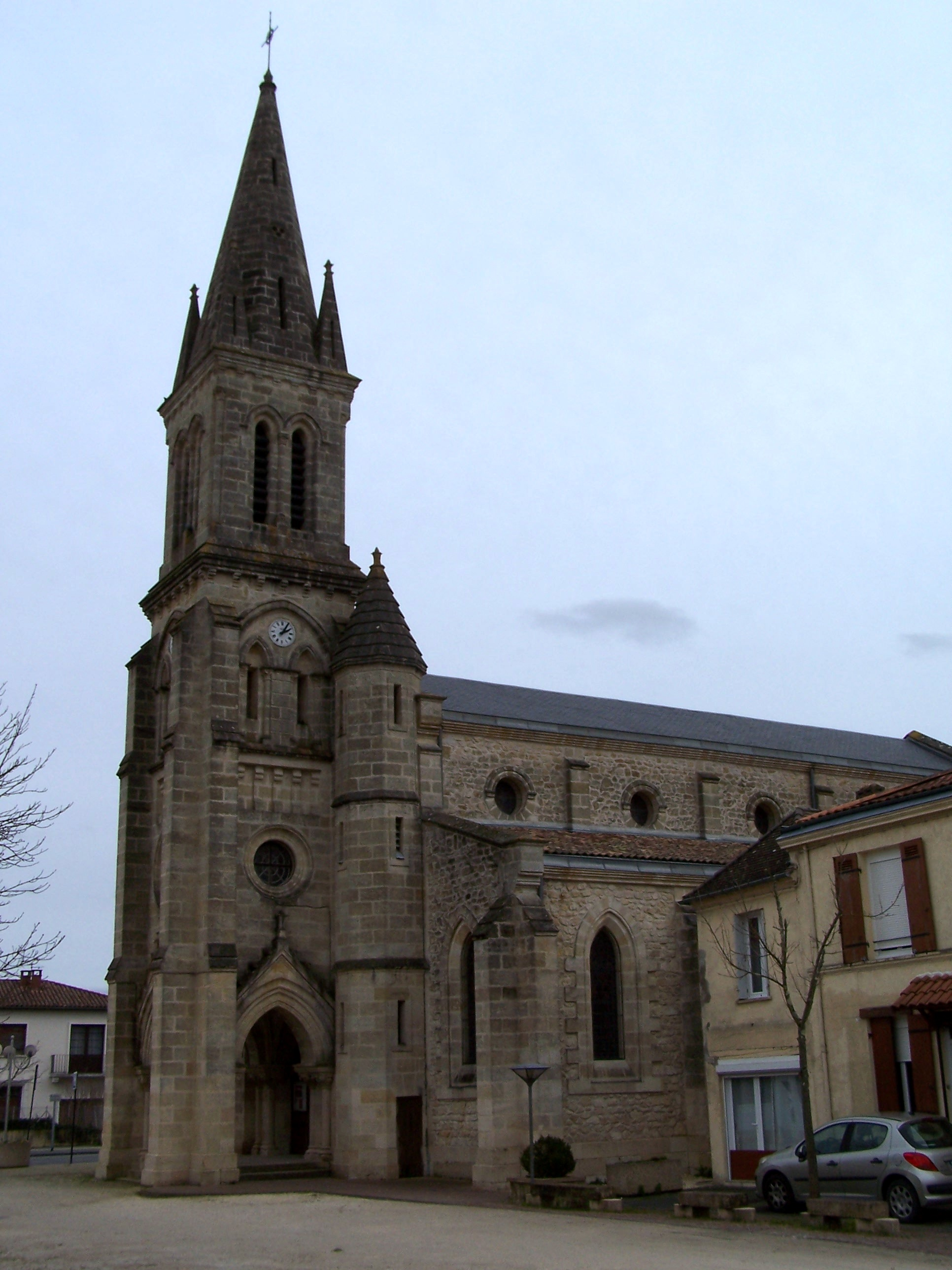
L'église Notre-Dame (mars 2014).
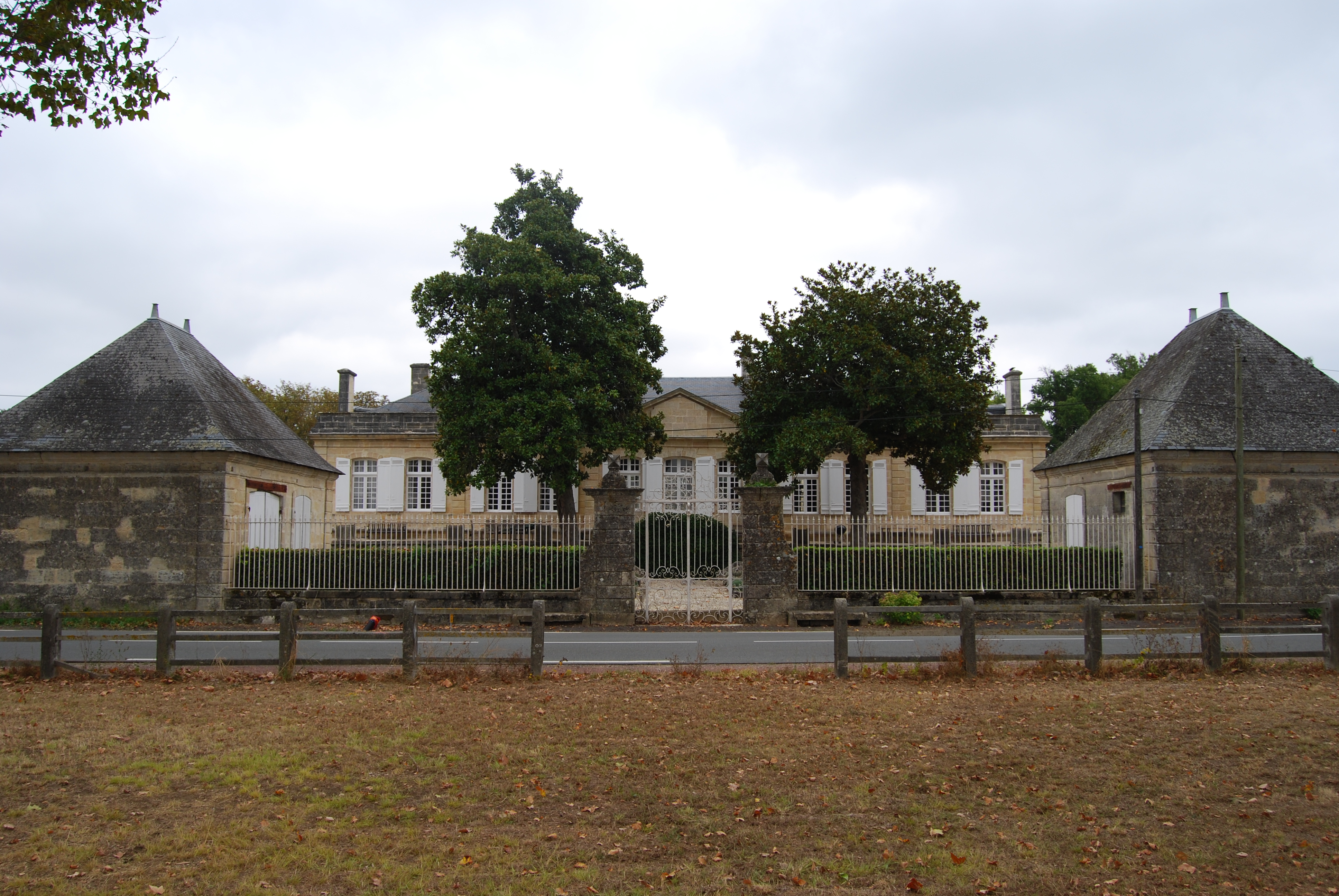
Le château de Sainte-Barbe (sept. 2012).
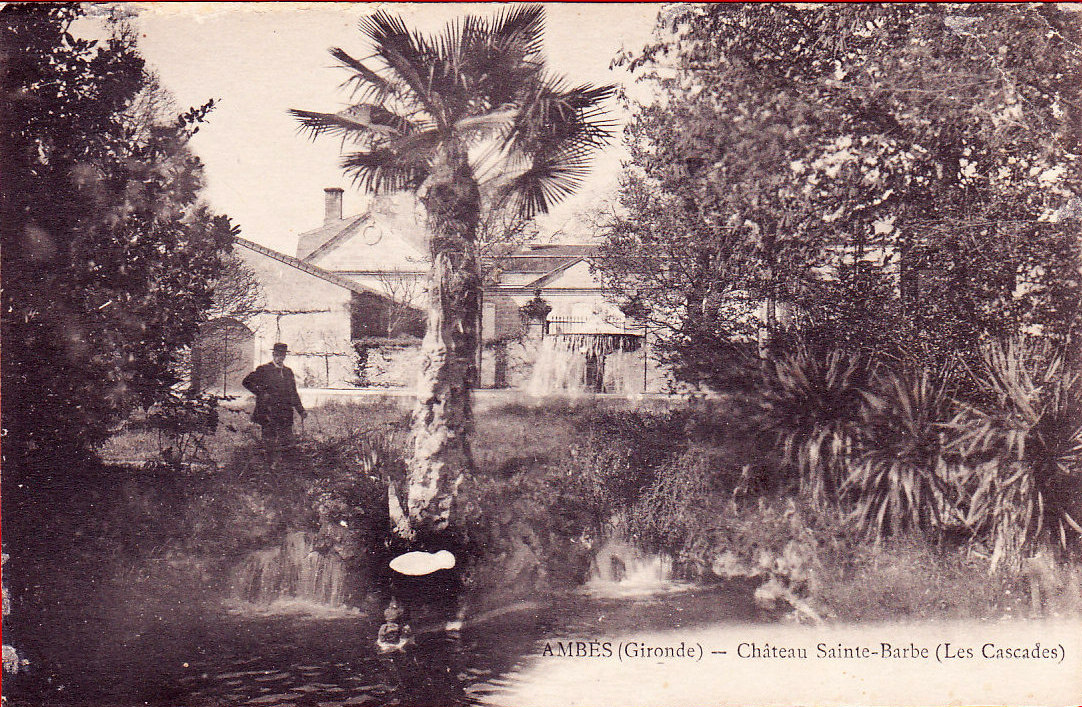
Château-Sainte-Barbe : les cascades.
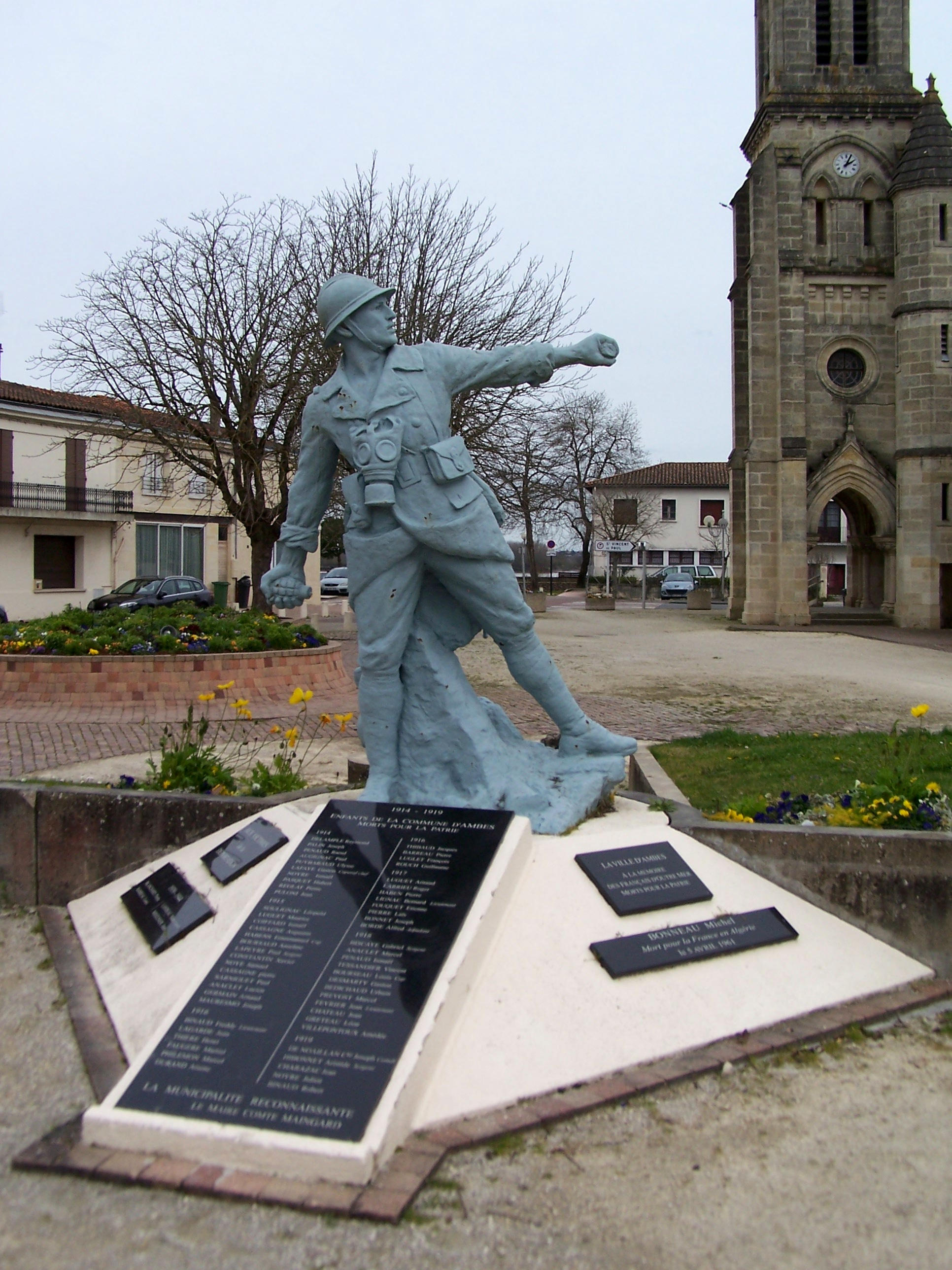
Le monument aux morts sur la place de l'Hôtel-de-Ville (mars 2014).

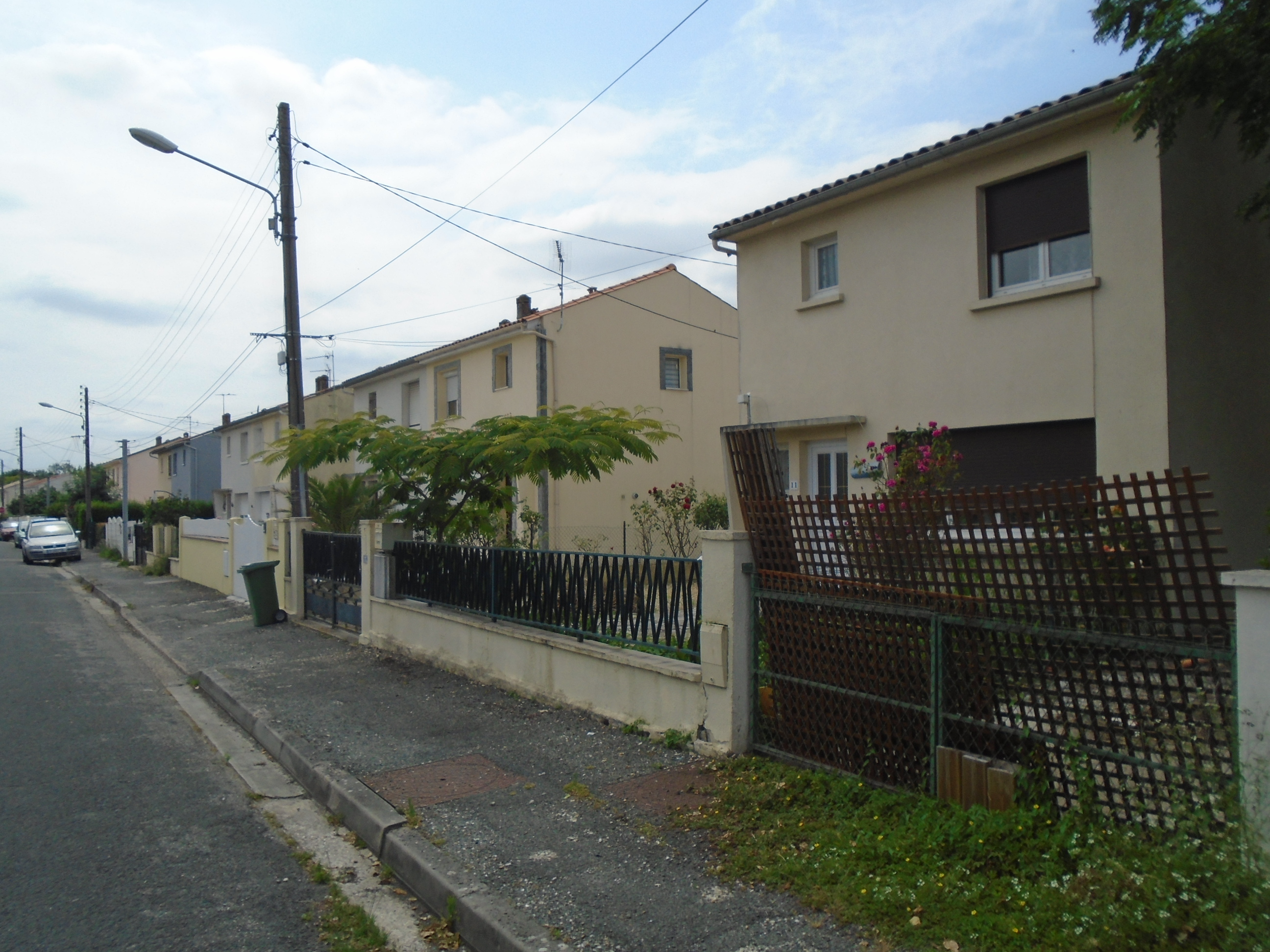
Une des rues de la cité ouvrière d'Ambès dans les années 1950.
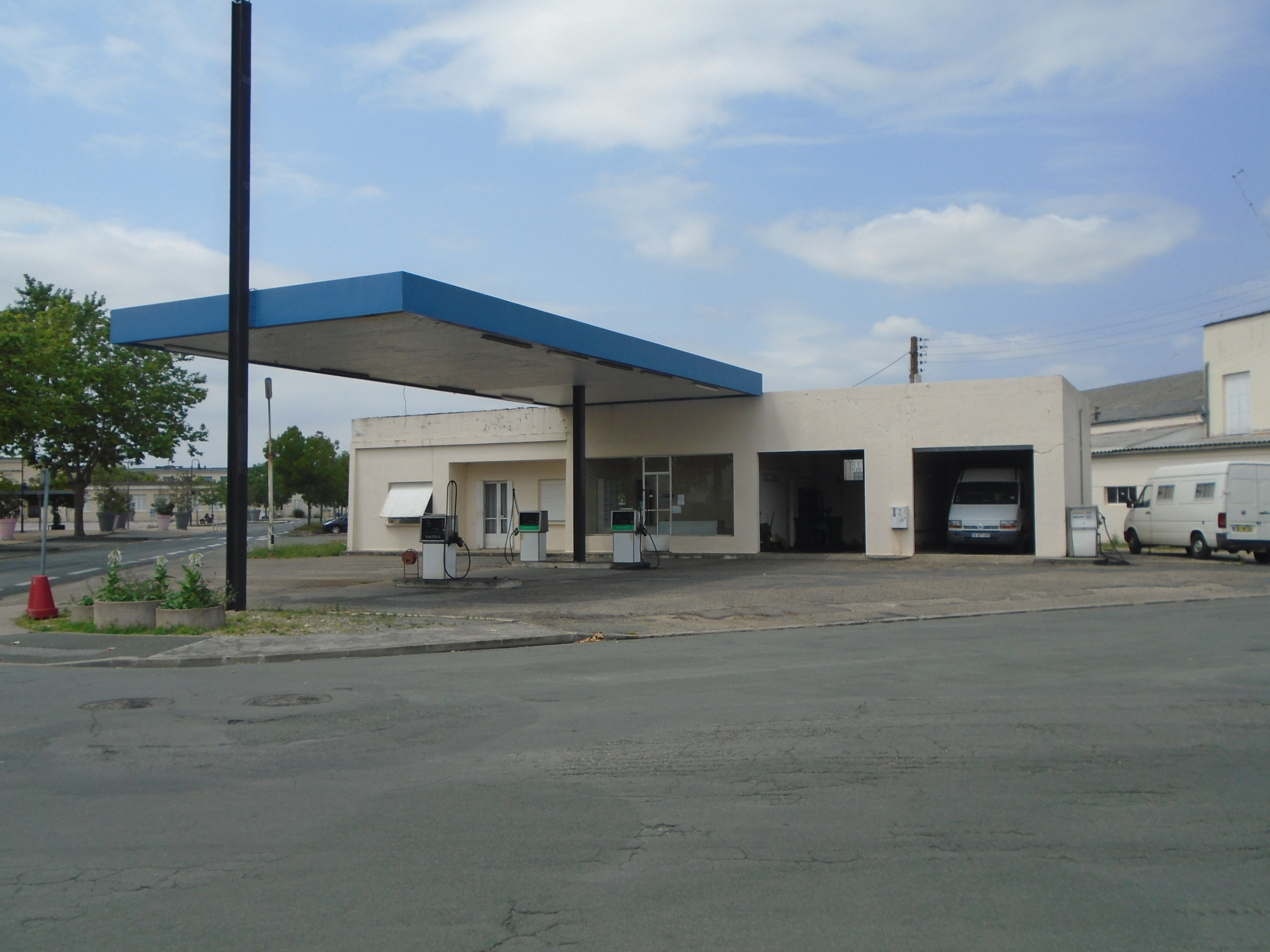
Station-service d'Ambès, exemple d'architecture routière moderniste des années 1950.
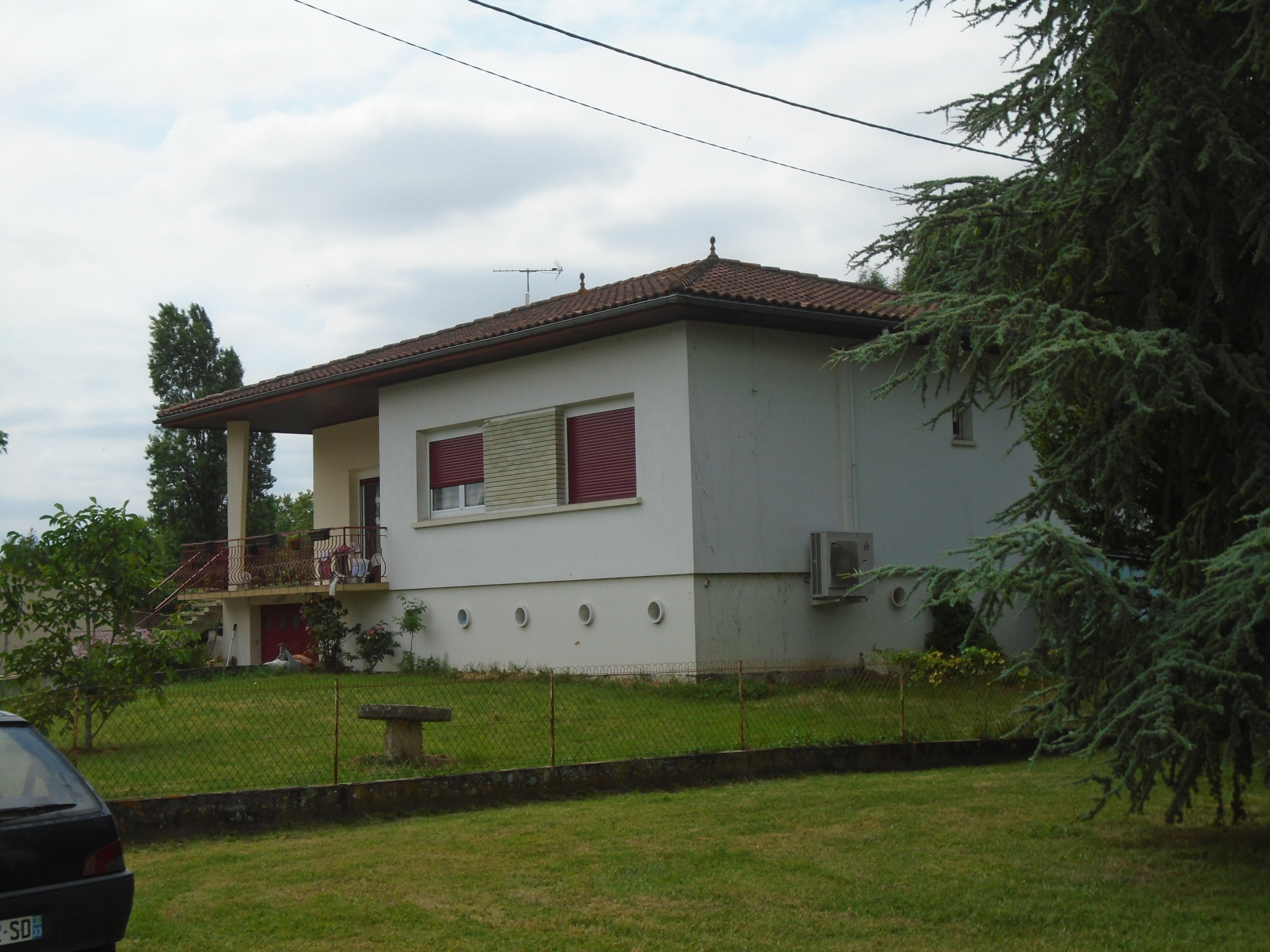
Maison d'architecture moderniste des années 1950.
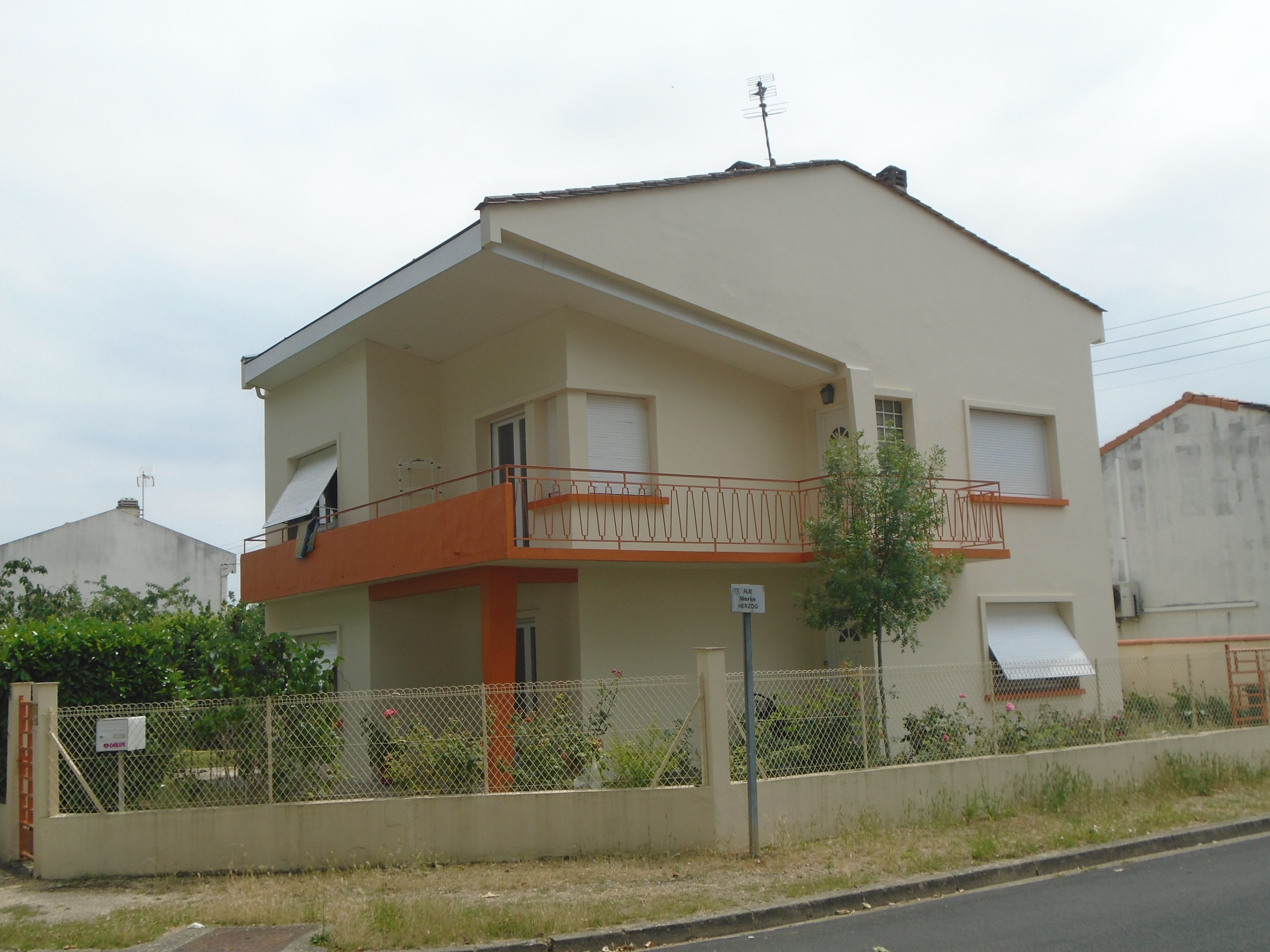
Maison d'architecture moderniste des années 1950.
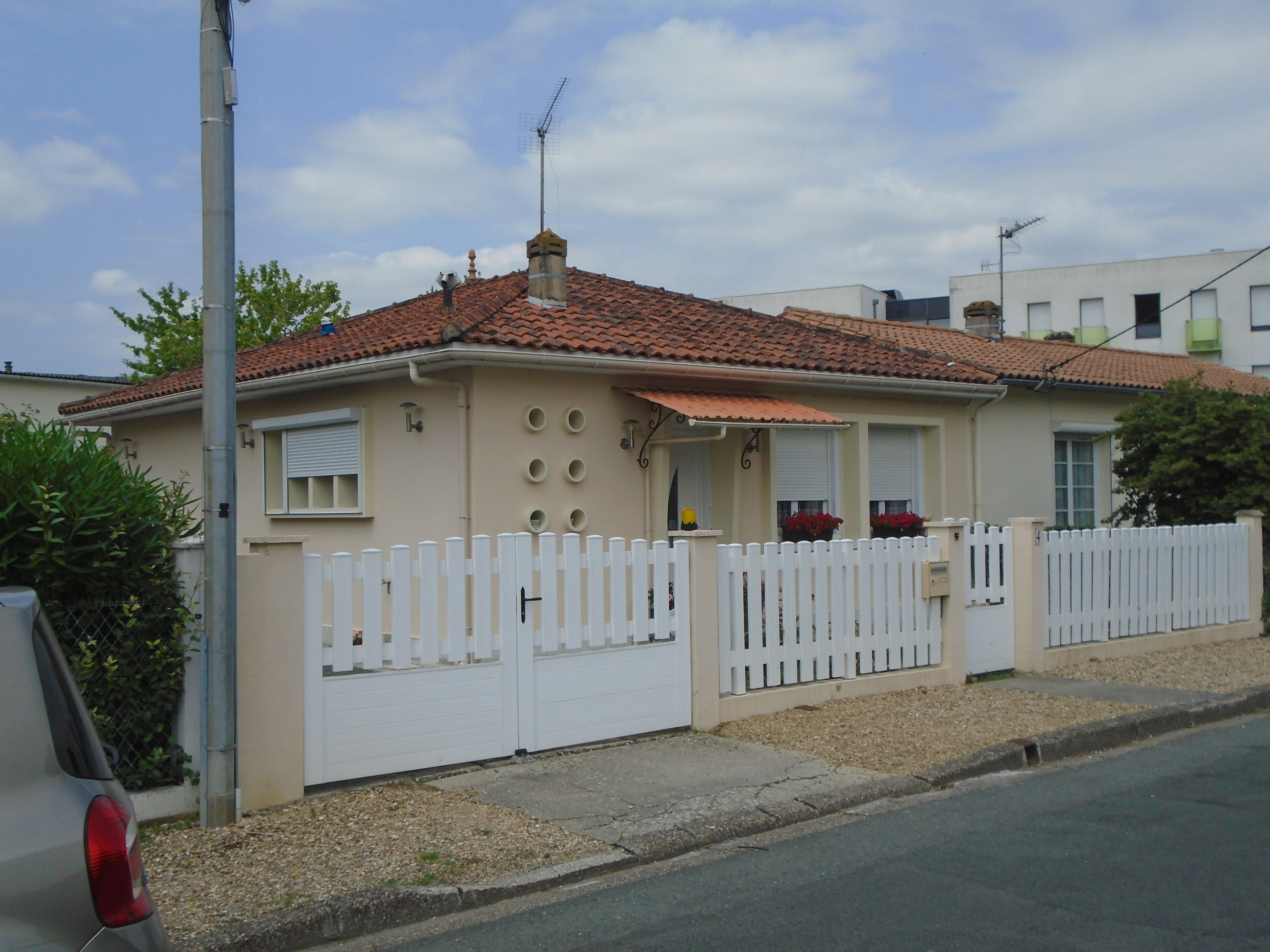
Maison de ville d'architecture moderniste des années 1950.
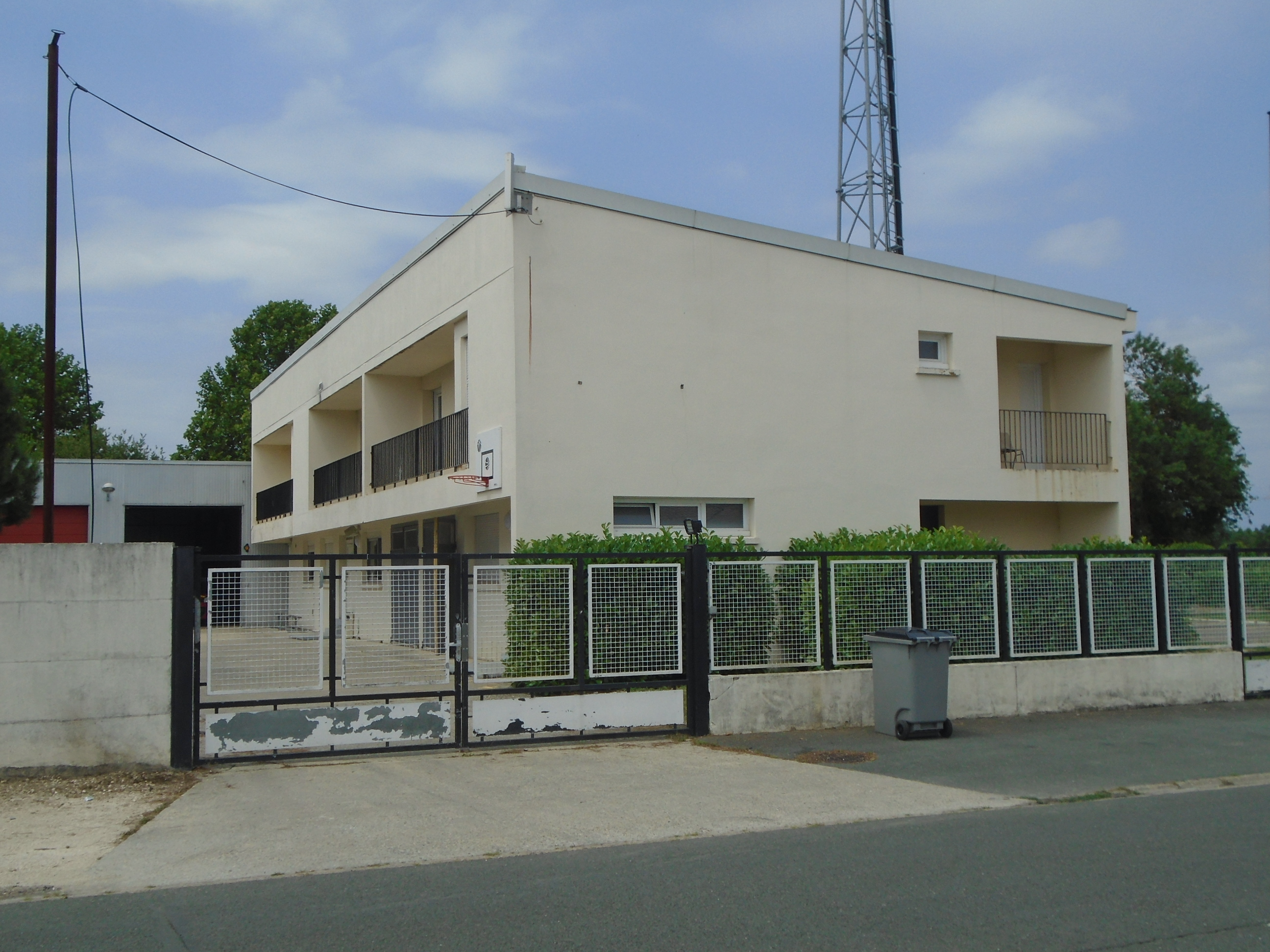
La caserne des pompiers d'architecture moderniste années 1950.
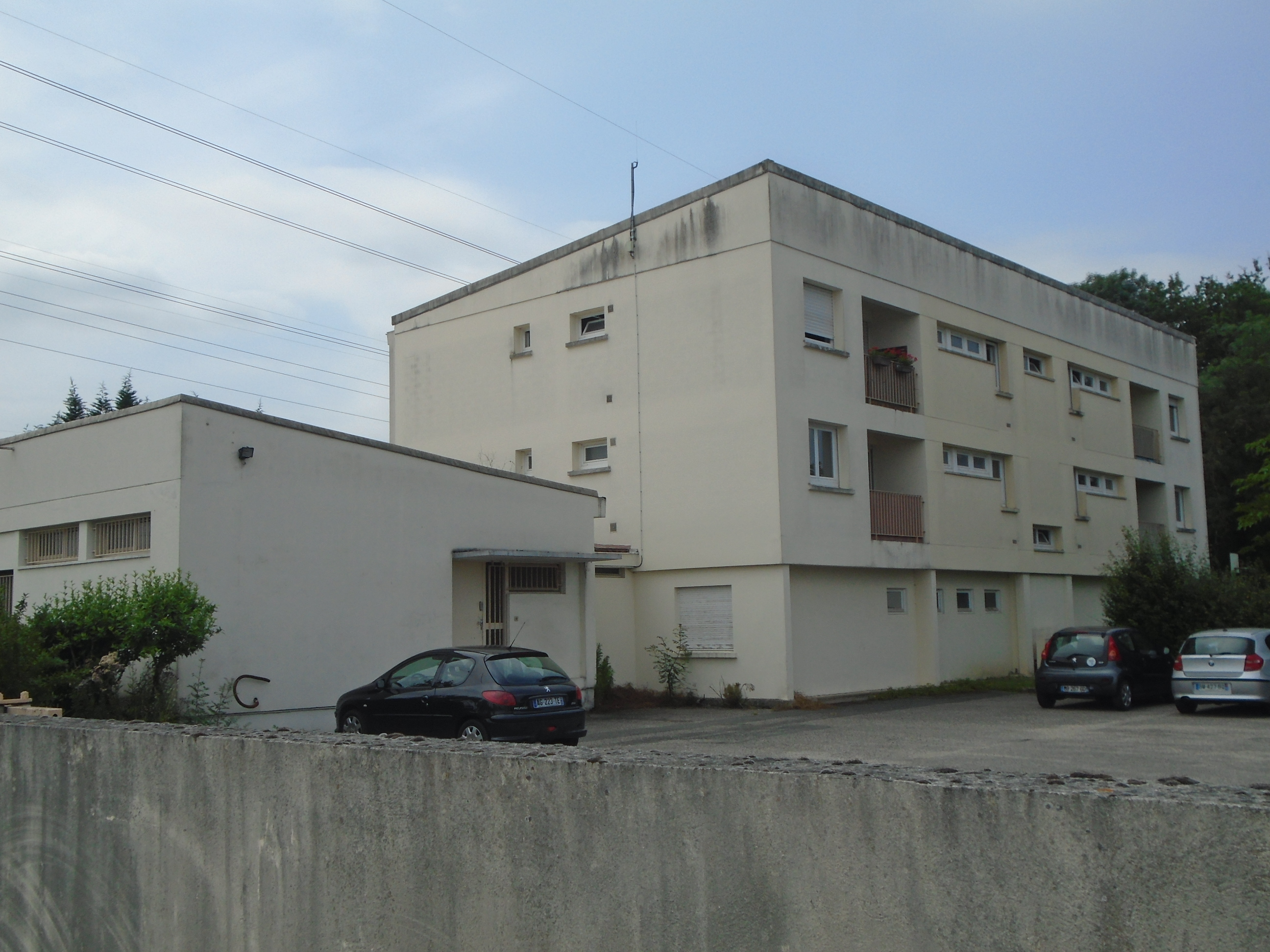
Immeuble d'habitat collectif des années 1950.
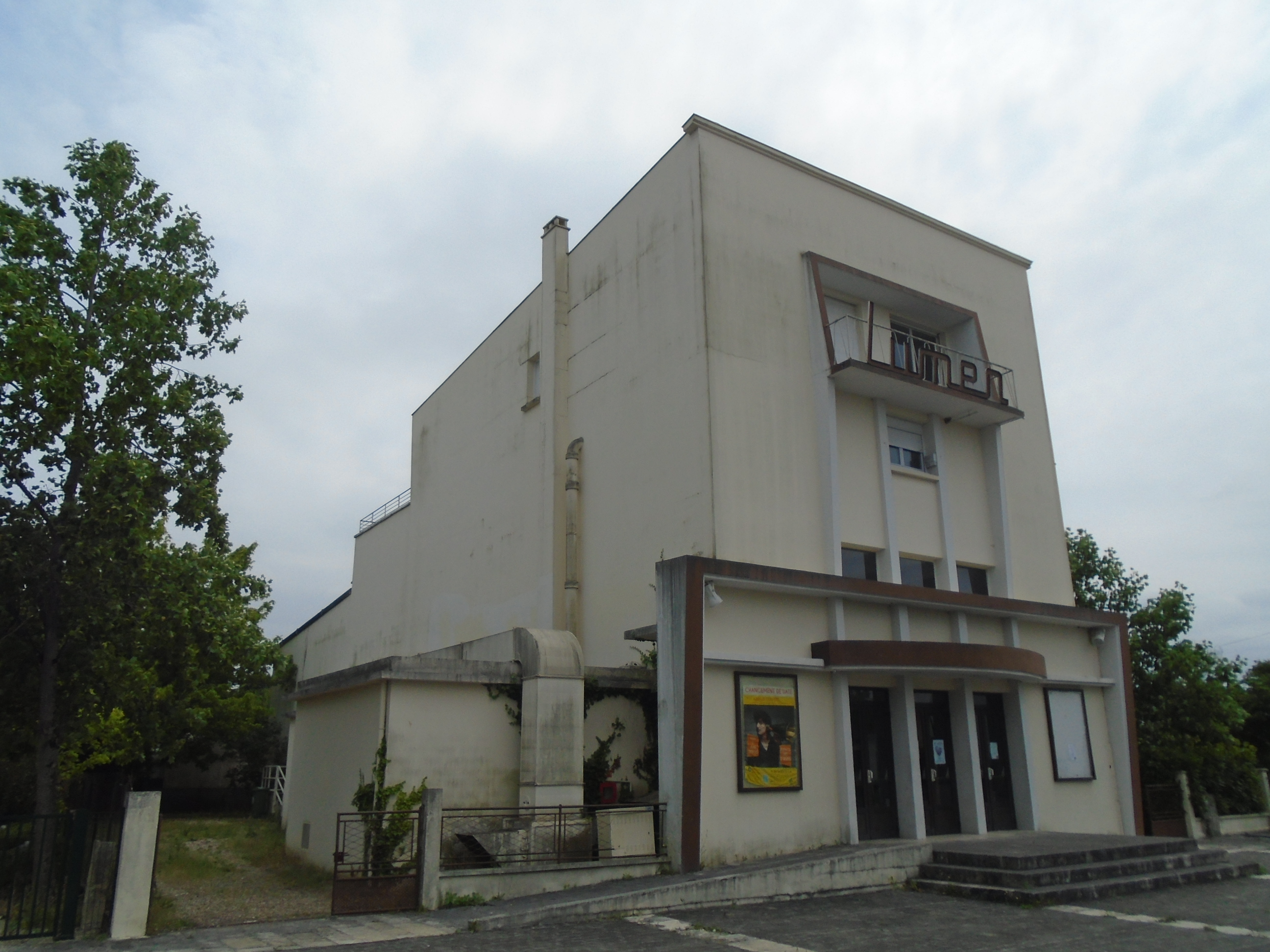
Cinéma Lumen, témoignage de l'architecture des années 1950.

### Équipements culturels
La médiathèque-bibliothèque François-Mitterrand s'est agrandie tout en enrichissant ses services. En plus des livres, revues, BD à disposition, elle propose désormais des DVD et une salle multimédia avec un animateur. Elle est ouverte au public du mardi au samedi. Ce bâtiment est l'ancien groupe scolaire. Sculpté dans la pierre, on peut encore voir le signe du compas et de l'équerre. Avec une acoustique de haute qualité, l'Espace des 2-Rives, salle de spectacles de 500 places vouée à la culture et aux grandes soirées avec des artistes de renom, tels que Manu Dibango, Michael Jones, s'impose au fil du temps, comme un lieu de choix pour les compagnies et artistes.

### Manifestations culturelles et festivités
- Le carnaval d'Ambès se déroule chaque année à la fin du mois de mars.
- La fête locale a lieu le premier week-end de mai. À côté d'une fête foraine, se déroulent diverses activités et jeux pour enfants avec, entre autres, course cycliste, spectacles, bodegas, bal populaire, la traditionnelle foire de la presqu'île et, en clôture des festivités, le feu d'artifice.
- La « Fête de l'eau » se déroule au mois de juin à la halte nautique. Cette journée commence par une messe en plein air, à laquelle fait suite le repas de la fête (traditionnellement « aloses sur le gril »). Suivent des activités : jet ski, balade en bateau, animation pour les enfants (barbe à papa, structure gonflable).
- Fête de Cantefrêne.
- Festival d'Ambès « Les Odyssées »

Chaque année, fin août, au parc Cantefrène, se déroule durant deux jours un grand spectacle gratuit. Ce spectacle s'adresse à tous les publics et se veut un moment de rencontres. Durant ces soirées d'août, le parc de Cantefrêne s'illumine et devient terre de culture, d'échange et de convivialité. Le Festival d'Ambès est le grand événement de la rive droite. Il s'agit d'un événement culturel important en terre girondine, puisque le festival est inscrit dans la programmation des Scènes d'été en Gironde et d'Aquitaine en scène.
- 2004 : Spectacle « Ulysse ou le poisson rouge » de Brigitte Gomez par le « Théâtre en miette » : 1 900 spectateurs.
  - 2005 : Spectacle « Le Concert de feu » par les « Commandos Percu », les 19 et 20 août : 4 000 spectateurs.
  - 2006 : Spectacle « Le Kiosque à pétales », les 19 et 20 août, créé par « Ilotopie » et les spectacles « The Spheres », le 19 août, et « The Field », le 20 août, par la compagnie « Strange Fruit » : 4 500 spectateurs.
  - 2007 : Spectacle « Tombés du Ciel » de Circo Da Madruga, les 17 et 18 août : 7 000 spectateurs.
  - 2008 : Spectacle « Ningen » par le Cirque Baroque, les 22 et 23 août, gratuit sur le thème du Japon : 3 600 spectateurs.
  - 2009 : Spectacle « Très Méchant » (spectacle musical et pyrotechnique) par la compagnie Les Commandos Percus, les 21 et 22 août : 5 500 spectateurs.

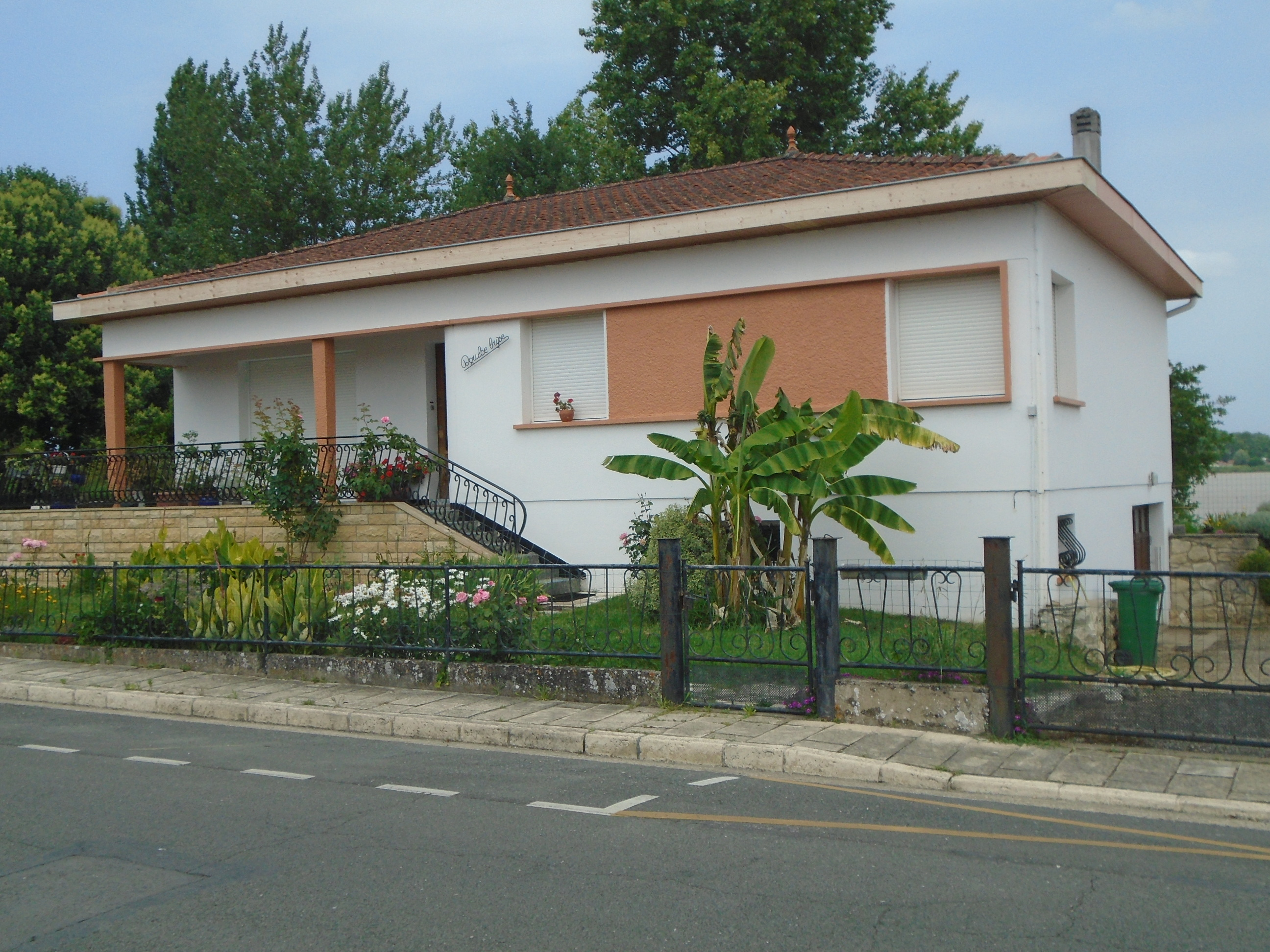
Maison d'architecture moderniste des années 1950.

- - 2010 : Les vendredi 20 et samedi 21 août, Le Festival ouvre ses portes à 18 heures et propose, comme chaque année, des stands de restauration, puis, durant la soirée, différentes animations et spectacles, « Le Mur » de la compagnie « 1 WATT », « À suivre » de la compagnie « PL.EL », « D'occasion » de la compagnie « PI.EL » et, à 22 h 30, la compagnie « Les Passagers » propose leur spectacle « Recife, au soleil du fleuve » : 4 400 spectateurs.
  - 2011 : Pour cette 8e édition, Les Odyssées accueillent la compagnie Trans Express et ses spectacles « Maudits sonnants », « La Ch'tite Mère », « Les Tambours », les 19 et 20 août et accueillent 5 500 spectateurs.
  - 2012 : Spectacle « Helios III » de la «Compagnie Malabar », les 17 et 18 août : 7 000 spectateurs (3 000 le vendredi et 4 000 le samedi).
  - 2013 : Le Festival « Les Odyssées » fête ses 10 ans.
- Chaque année, à l'« Espace des 2-Rives », vers le mois de juin, le club de danse Marius Petipa organise un gala de danse avec tous les danseurs qui ont travaillé toute l'année.
- Dans le spectacle show musical de l'association « La Clef des chants », les artistes revisitent les tubes d'hier et d'aujourd'hui et proposent de passer un bon moment de détente.
- L'association « Paroles & Musiques » embellit les fêtes de Noël avec son concert festif chaque année dans l'église Notre-Dame. Plusieurs manifestations sont animées tout au long de l'année par le grand orchestre d'harmonie ambésien.

### Héraldique
| Armes | Les armes d'Ambès se blasonnent ainsi : De sinople au bœuf brochant sur un pylône haute tension brochant lui-même sur un réservoir de pétrole, le tout d'or, mantelé d'azur aux quatre fasces ondées d'argent et au navire d'or brochant ; au chevronnel d'argent brochant sur la partition. Devise : comme nos fleuves, unis pour être forts |